# Kronogården

Kronogården är en stadsdel i Trollhättan, omkring två kilometer sydost om stadens centrum, som uppfördes under andra halvan av 1960-talet. Enligt Projekt Kronogården, som samordnas av Trollhättans Stad, passerade Kronogården 5 000 invånare under början av 2008.
Det är stadens första och största så kallade miljonprogramsförort, men trots det den som minst präglas av den stereotypa och monotona arkitektur som annars brukar förknippas med denna typ av förorter. Bebyggelsen är tvärtom relativt varierad i utseende, storlek och placering, och anpassad till terrängen. Det finns olika bostadsområden som till exempel Höghusen, Stafahusen, sädesbingen, rikemansområdet och Kinahusen, som exempel på flerfamiljshus, likväl som det där också finns flera radhus och villor.
Som en del av Projekt Kronogården, och liknande projekt i Trollhättans stad, vill kommunen integrera Kronogården som stadsdel med övriga Trollhättan. Rent fysiskt är detta svårt, då Kronogården har blivit avgränsat i stadsplaneringen främst av E45:an och järnvägen. Istället vill man få bort den negativa stämpel Kronogården har fått och omvandla stadsdelen till ett attraktivt bostadsområde. Antalet boenden har ökat markant och det är idag bostadskö till Kronogården. 
Bostadsområdena som i folkmun kallas "Kinahusen" och "Stafahusen" har delvis varit dåligt underhållna. "Stafahusen" ses av många som en skamfläck för Kronogården. När den nye ägaren av bostadsområdet misslyckades med att förbättra underhållet, har en diskussion förts mellan bland annat Hyresgästföreningen och Trollhättans kommun om en tvångsförvaltning kunde bli aktuell. 
För att möta det ökade barnantalet beslöt Trollhättans stad 2007 att bygga en ny skola. Skolan öppnades till höstterminen 2009 och en jury valde namnförslaget "Kronan". I byggnaden finns en filial till Trollhättans stadsbibliotek och samlingslokaler. Skolan blev i oktober 2015 mål för Skolattacken i Trollhättan.
Området kring den gamla Kronogårdsskolan ska omvandlas. Vissa byggnader ska bevaras och andra ska rivas. 
Kronogården är den stadsdel i Trollhättan som sedan den byggdes haft en befolkning av mestadels nyinflyttade invandrare, senare en stor andel flyktingar som på 1990-talet fyllde ut de lägenheter som annars skulle ha stått tomma. Den mest kända kronogårdsbon är riksdagsledamoten Rossana Dinamarca..
Kronogården har enligt Sveriges polis varit ett ur brottssynpunkt problemområde och har klassats som ett utsatt område. Den 14 oktober 2021 meddelade Sveriges polismyndighets nationella operativa enhet (NOA) att de har uppgraderat Trollhättans stadsdelar Kronogården, Sylte och Lextorp från utsatta stadsdelar till riskområden. Det är den mittersta av tre nivåer.